# KNM ER 1805

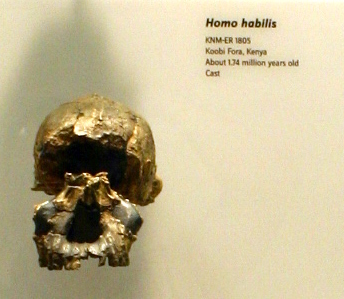
Il cranio esposto al National Museum of Natural History di Washington.

KNM ER 1805 è il numero di catalogo assegnato a diversi pezzi, poi ri-assemblati, di un cranio fossilizzato della specie Homo habilis, ritrovato nell'area archeologica di Koobi Fora in Kenya nel 1974.
Il fossile, trovato presso la sponda orientale del Lago Turkana, si stima che abbia una età compresa tra 1,88–1,9 milioni di anni fa.
A causa della sua incompletezza, è stato oggetto di dibattito sulla sua classificazione. Originariamente classificato come Homo erectus, successivamente, a causa della proiezione del viso e della forma del cranio, è stato classificato come H. habilis. La classificazione è comunque dibattuta, a causa di alcune particolarità del cranio.
La capacità del cervello è di circa 582 cm³..